# 玉名みら
玉名 みら（たまな みら、1993年4月1日 - ）は、日本のAV女優。
身長:164cm。スリーサイズ:B83(D)・W58・H88cm。血液型:B型。趣味・特技:洗濯。

## 略歴・人物
千葉県出身。2013年6月にアダルトビデオメーカー・プレステージの専属女優としてAVデビュー。
スペインと日本のハーフ。

## 出演作品

### アダルトDVD
メーカーは全て「プレステージ」
2013年
- 新・素人娘、お貸しします。 VOL.01（6月21日）※デビュー作
- 一泊二日、美少女完全予約制。第二章 〜玉名みらの場合〜（7月19日）
- プレステージ夏祭り2013 PRESTIGE的 ドッキリ慰安旅行（8月9日）
- 玉名みらがご奉仕しちゃう 超最新やみつきエステ（9月12日）
- 天然成分由来 玉名みら汁120% 玉名みらの体液（10月11日）
- MOTTO ENJOY HI-SCHOOL 05（11月12日）
- プレステージ専属女優 in 風俗アイランド!!（12月3日）
- 絶対的美少女は、僕のペット。（12月11日）

2014年
- 愛人スイートルーム 2（1月10日）
- 人生初・トランス状態 激イキ絶頂セックス（2月11日）
- 最高のセックス。（3月21日）
- なま なかだし（4月22日）
- 玉名みらを贅沢に味わうための極上プレイ（5月13日）
- 美しいお嬢様の卑猥なる飼育（6月11日）